# Нарвска операция
Нарвската операция от 2 февруари до 10 август 1944 година е военна операция на Източния фронт на Втората световна война.
Непосредствено след успеха си в Ленинградско-Новгородската операция през януари Съветският съюз се опитва да продължи настъплението си срещу Германия пресичайки река Нарва на довоенната граница с Естония. Съветските войски успяват да завземат няколко плацдарма на западния бряг на реката, но са спрени от германците, които освен това удържат плацдарм на източния бряг. В последвалите продължителни боеве германците успяват да ликвидират част от съветските плацдарми. През юли подновено съветско настъпление довежда до преминаването на реката и превземането на град Нарва, но германците отстъпват организирано и удържат предварително укрепената Линия „Таненберг“. Съветският неуспех за бърз пробив при Нарва блокира настъплението му в Прибалтика в продължение на седем месеца и половина.